# Constant Cloquet
Constant Robert Cloquet (Nivelles, Brabant Való, maig de 1885 – ?) va ser un tirador d'esgrima belga que va competir a començament del segle xx.
El 1906 va prendre part en els Jocs Intercalats d'Atenes. Guanyà la medalla de bronze en la competició d'espasa per equips, mentre en floret quedà eliminat en quarts de final.